# كينتو تاكوشي
كينتو تاكوشي (باليابانية: 竹内研人) هو لاعب كرة مضرب ياباني، ولد في 19 ديسمبر 1987 في كيوتو في اليابان.

## وصلات خارجية
- كينتو تاكوشي على موقع رابطة محترفي التنس (الإنجليزية)
- كينتو تاكوشي على موقع الاتحاد الدولي لكرة المضرب (الإنجليزية)
- كينتو تاكوشي على موقع خلاصة التنس.كوم (الإنجليزية)
- كينتو تاكوشي على موقع إي إس بي إن.كوم (الإنجليزية)